# Sewashi Nobi
Sewashi Nobi (野比セワシ?, Nobi Sewashi) è un personaggio del manga e anime Doraemon.
Sewashi è il vero padrone dei gatti robot Doraemon e Dorami e sebbene appaia raramente nel corso del manga e della serie animata, è fondamentale per introdurre la trama di base, poiché spiega i motivi per cui Nobita sia la causa dei futuri problemi finanziari della famiglia Nobi e perché venga conseguentemente affidato alle cure di Doraemon.

## Biografia del personaggio
Sewashi è il pro-pronipote di Nobita, e proviene dal XXII secolo. Possiede una personalità completamente opposta rispetto al suo avo ed è un personaggio molto premuroso e responsabile; Dorami, sorella di Doraemon, si prende cura di lui. Sewashi molto spesso chiama Nobita "trisavolo" o "nonno", anche se a quest'ultimo non piace. Sewashi e Nobita hanno la stessa età, e si somigliano molto. In alcuni episodi viaggia nel tempo per andare a trovare l'avo.